# Aspila prasina
Aspila prasina là một loài bướm đêm trong họ Noctuidae.